# Armando Romero
Pour les articles homonymes, voir Romero.
Armando Romero est un footballeur mexicain né le 27 octobre 1960 à Mexico et mort le 24 décembre 2020. 

## Carrière
- 1977-1978 : Tiburones Rojos ( Mexique)
- 1980-1990 : CD Cruz Azul ( Mexique)
- 1990-1992 : Toluca ( Mexique)
- 1992-1993 : Indios de Ciudad Juárez ( Mexique)
- 1993-1994 : Correcaminos UAT ( Mexique)
- 1994-1995 : CA Monarcas Morelia ( Mexique)
- 1995-1996 : Zacatepec ( Mexique)